# Medenine
Medenine (arabisch مدنين, DMG Madanīn) ist eine Stadt im Südosten Tunesiens mit etwa 65.000 Einwohnern. Sie ist die Hauptstadt des gleichnamigen Gouvernements.

## Lage
Medenine liegt in einer Höhe von ca. 80 m ü. d. M. in der Djeffara-Ebene zwischen dem Dahar-Bergland und der Mittelmeerküste mit der vorgelagerten Insel Djerba. Die Entfernung zur nördlich gelegenen Hauptstadt Tunis beträgt etwa 485 km (Fahrtstrecke).

## Wirtschaft
Die ehemalige Berbersiedlung lebte jahrhundertelang von der Landwirtschaft und vom Karawanenhandel. Heute liegt Medenine an der Hauptstrecke nach Libyen und bildet ein vielbesuchtes Ziel für Tagesausflügler von der Insel Djerba.

## Geschichte
In vorkolonialer Zeit war Medenine ein wichtiger Marktort am Kreuzungspunkt mehrerer Karawanenwege und Zentrum des mächtigen Berberstammes der Ouerghamma. Während der französischen Kolonialzeit wurde Medenine zu einer Garnisonsstadt und zu einem regionalen Verwaltungszentrum ausgebaut.
Im März 1943 fand hier eine Schlacht zwischen der Armee Erwin Rommels und den Truppen des Feldmarschalls Bernard Montgomery statt.

## Sehenswürdigkeiten
Früher gab es in Medenine eine große Altstadt mit einem Komplex aus 35 Ksur mit 8000 teils sechsstöckig angeordneten tonnengewölbten Vorratsräumen (Ghorfas). Diese wurden jedoch nach der Unabhängigkeit Tunesiens im Jahr 1957 im Zuge der Modernisierung größtenteils abgerissen, wodurch sich die Stadt selbst einer möglichen touristischen Attraktion beraubte. Nur drei Ksur sind übriggeblieben und beherbergen heute einen Souvenirmarkt.
außerhalb
Etwa 7 km nordwestlich liegt der Ort Metameur, bei dem sich ebenfalls Überreste eines Ksar befinden.